# 腳鏈

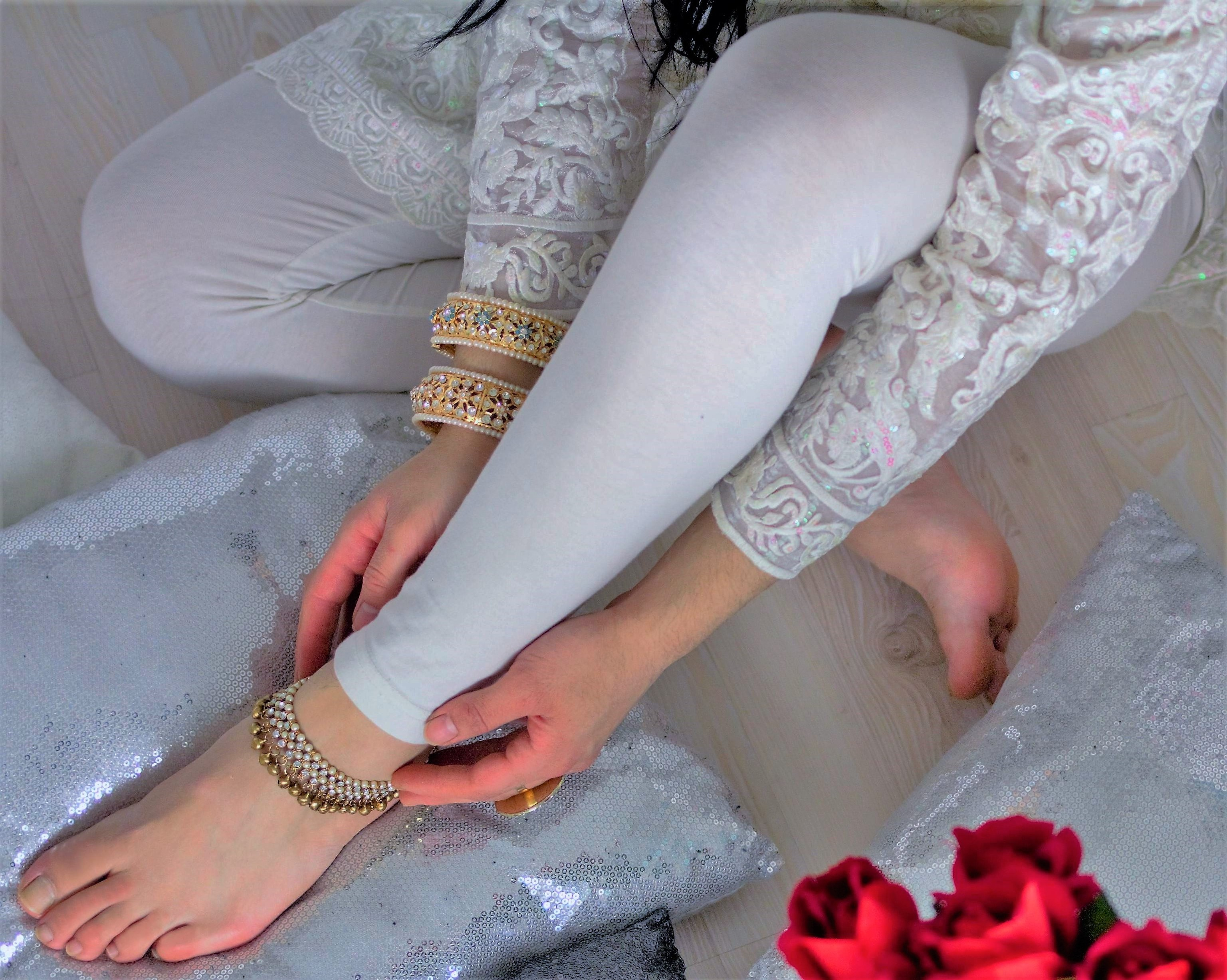
女性脚上的脚链

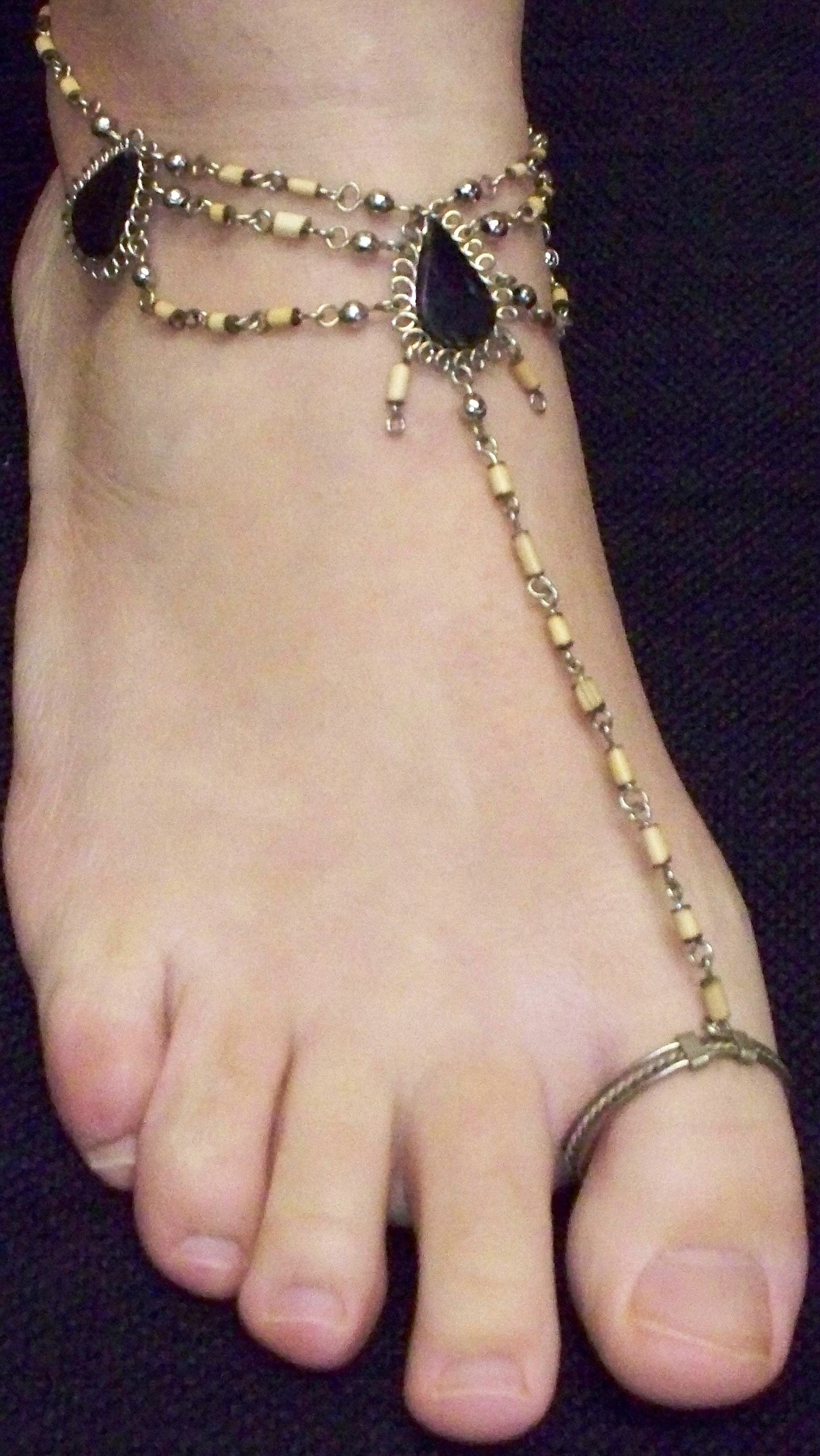
脚链

脚链是戴在脚踝周围的装饰品。 南亚、埃及的女孩和妇女有戴腳鏈的傳統 。1930年代到20世纪后期，脚链開始在美國流行起来。脚链可以由银、金以及其他金属以及皮革、塑料、尼龙等材料制成。